# Sangō
Sangō (jap. 三郷町 Sangō-chō) – miasto w Japonii, na wyspie Honsiu, w prefekturze Nara. Według danych na rok 2020 miejscowość zamieszkiwało 23 219 mieszkańców , a gęstość zaludnienia wyniosła 2641,5 os./km².